# Tansor 5 - Avventura nella scienza
Tansor 5 - Avventura nella scienza (科学冒険隊タンサー5?, Kagaku Bokentai Tansar 5) è una serie televisiva anime giapponese, e prodotta dalla Tsubaraya Productions, in collaborazione con la Sunrise. Si compone di 34 episodi e fu trasmessa dall'emittente Tokyo Channel 12 dal 27 luglio 1979. In Italia, è stata trasmessa per la prima volta da Canale 5 a partire dall'8 marzo 1982, e, in seguito replicata da Italia 1 e alcune emittenti locali.
La serie è a metà strada tra anime e live-action: soltanto i personaggi sono animati, mentre lo sfondo e i mezzi sono reali, così come per altre serie come I-Zenborg o Born Free - Il risveglio dei dinosauri.

## Trama
Il gruppo è formato da cinque ragazzi, guidato da Ryu, a bordo della nave ipertecnologica Tansor 5, in grado di viaggiare a ritroso nel tempo.
La serie è ambientata in diversi luoghi, come le piramidi d'Egitto, l'Isola di Pasqua, Stonehenge, le città sommerse di Mu e Atlantide. In base ad ogni missione, il gruppo può ricorrere ai tre mezzi trasformabili situati nell'hangar della nave. Altri componenti del gruppo sono: Rui, Daichi, Hajime e Ikido (Yumeto, nell'edizione originale). Quest'ultimo, morirà alla fine del trentesimo episodio, mentre nell'episodio successivo fino all'ultimo, è sostituito da Johnny, il tutto accompagnato da una mini-navicella sotto forma di comandante (simile a quello di Simon Wright dell'anime Capitan Futuro).

## Personaggi
Ryu Uminami (リュウ?, Ryū)
Doppiato da: Yū Mizushima (ed. originale), Luca Dal Fabbro (ed. italiana)
Daichi Akai (ダイチ?, Daichi)
Doppiato da: Akio Nojima (ed. originale), Marco Guadagno (ed. italiana)
Rui Shinpi (ルイ?, Rui)
Doppiato da: Keiko Yokozawa (ed. originale), Susanna Fassetta (ed. italiana)
Yumeto Jizen (ユメト?, Yumeto) (fino al 29º Episodio)
Doppiata da: Yūji Mitsuya (ed. originale), Christian Fassetta (ed. italiana)
Hajime Kiseki (ハジメ?, Hajime)
Doppiato da: Kiyoshi Komiyama (ed. originale), Massimo Corizza (ed. italiana)
Joni Kirino (ジョニー?, Jonī) (dal 30º al 34º Episodio)
Doppiato da: Sēn gōngzhì (ed. originale), Oreste Baldini (ed. italiana)
Comandante (司令?, Sīlìng)
Doppiato da: Masashi Hirose (ed. originale), Giancarlo Padoan (ed. italiana)
Voce narrante
Kiyoshi Kobayashi (ed. originale), Erasmo Lo Presto (ed. italiana)

## Mezzi
- Sky Tansor è un'automobile di colore blu che si trasforma in un jet supersonico, in grado di volare;
- Land Tansor è un fuoristrada di colore rosso che si trasforma in una trivella, in grado di andare sottoterra;
- Aqua Tansor è un furgone di colore giallo che si trasforma in un sommergibile, in grado di immergersi sott'acqua;
- Time Tansor è una macchina del tempo, in grado di tornare indietro nel passato o di andare avanti nel futuro;
- Big Tansor è una navicella ipertecnologica, in grado di viaggiare in qualsiasi luogo, situata nell'hangar della base;
- Aqua Base è una base grandissima, dove vivono Ryu e altri quattro ragazzi, dotata di monitor per controllare la situazione; al suo interno si trovano i mezzi.

## Episodi
Nella prima trasmissione su Canale 5 i primi quattro episodi sono stati trasmessi in ordine differente. L'ordine corretto è stato ripristinato dal 2018 con la trasmissione dell'anime all'interno del programma contenitore "Contactoons" sulla syndication Universe.
| Nº | Titolo italiano Giapponese 「Kanji」 - Rōmaji - Traduzione letterale | In onda           | In onda        |
| Nº | Titolo italiano Giapponese 「Kanji」 - Rōmaji - Traduzione letterale | Giapponese        | Italiano       |
| 1  | Atlantide, una città sommersa 「眠る海底都市 アトランティス」 - Nemuru kaitei toshi atorantisu – "Dormire sott'acqua città Atlantis"                                                  | 17 agosto 1979    | 15 marzo 1982  |
| 2  | Terremoto 「古代のコンピュータ? ストーンヘンジ」 - Kodai no konpyūta? Sutōnhenji – "Computer antico? Stonehenge"                                                                      | 3 agosto 1979     | 10 marzo 1982  |
| 3  | Campo base UFO 「UFO基地か? ナスカの地表絵」 - Yūfō kichi ka? Nasuka no chihyō e – "Base UFO? Immagine di superficie di Nasca"                                                        | 27 luglio 1979    | 8 marzo 1982   |
| 4  | Il mostro di Loch Ness 「生きていた恐竜 ネス湖の謎」 - Ikiteita kyōryū Nesu-ko no nazo – "Il mistero dei dinosauri viventi Lago"                                                      | 10 agosto 1979    | 12 marzo 1982  |
| 5  | L'oasi di Tarcily 「白い巨人の叫び タッシリの岩絵」 - Shiroi Kyojin no sakebi tasshiri no iwa e – "L'urlo del gigantesco dipinto di roccia bianca del tasiri"                         | 24 agosto 1979    | 17 marzo 1982  |
| 6  | L'Isola di Pasqua 「甦る石人像 イースター島のモアイ」 - Yomigae eru sekijinzō īsutā shima no Moai – "L'uomo di pietra rinato, immagine Isola di Pasqua Moai"                          | 31 agosto 1979    | 19 marzo 1982  |
| 7  | Panico in fondo al mare 「深海パニック 謎の首長竜」 - Shinkai panikku nazo no shuchō ryū – "Panico misterioso testa del dragone in fondo al mare"                                     | 7 settembre 1979  | 22 marzo 1982  |
| 8  | Il cavallo di Troia 「幻の巨大武器 トロイの木馬」 - Maboroshi no kyodai buki toroinomokuba – "Un'immensa arma gigante Trojan"                                                         | 14 settembre 1979 | 24 marzo 1982  |
| 9  | Il potere delle piramidi 「神秘の魔力 ピラミッドパワー」 - Shinpi no maryoku piramiddopawā – "Magico potere magico piramidale"                                                        | 21 settembre 1979 | 26 marzo 1982  |
| 10 | Il circolo di pietra 「土偶が呼ぶ超能力 ストーンサークル」 - Dogū ga yobu chō nōryoku sutōnsākuru – "Cerchio di pietre elettriche chiamato da Dogyo"                                  | 28 settembre 1979 | 29 marzo 1982  |
| 11 | Il dragone volante 「月面の古代メカ 空飛ぶ竜戦車」 - Getsumen no kodai meka soratobu ryū sensha – "Serbatoio del drago volante del meccanismo antico della luna"                      | 5 ottobre 1979    | 31 marzo 1982  |
| 12 | Inondazione 「大洪水の恐怖 モヘンジョダロ」 - Dai kōzui no kyōfu Mohenjodaro – "La paura del grande diluvio Mohenjodaro"                                                              | 12 ottobre 1979   | 2 aprile 1982  |
| 13 | La leggenda della Via Lattea 「砂漠に泣く石像 メムノンの伝説」 - Sabaku ni naku sekizō memunon no densetsu – "La statua di pietra che piange nel deserto La leggenda di Memnon"       | 19 ottobre 1979   | 6 aprile 1982  |
| 14 | L'antica civiltà degli Inca 「肉食恐竜VS巨人族 インカ砦の死闘」 - Nikushoku kyōryū VS Kyojin-zoku inka toride no shitō – "Dinosauro carnivoro VS lotta per la lotta dei giganti Inca" | 26 ottobre 1979   | 8 aprile 1982  |
| 15 | La fortezza sotterranea 「異次元空間か? 魔のバミューダ海域」 - Ijigenkūkan ka? Ma no bamyūda kaiiki – "Spazio dimensionale? Le acque demoniache delle Bermuda"                        | 2 novembre 1979   | 13 aprile 1982 |
| 16 | Il segreto dei dinosauri 「謎の恐竜牧場 アゾレス海溝の岩壁」 - Nazo no kyōryū bokujō azoresu kaikō no ganpeki – "Il misterioso ranch di dinosauri Azzorre trincee parete di roccia"   | 9 novembre 1979   | 15 aprile 1982 |
| 17 | Il vecchio faro 「殺人光線か? アレキサンドリア大灯台」 - Satsujin kōsen ka? Arekisandoria dai tōdai – "Un raggio assassino? Grande Faro di Alessandria"                               | 16 novembre 1979  | 20 aprile 1982 |
| 18 | Il mistero della colonna di ferro 「電撃スパーク コッテンホルストの鉄柱」 - Dengeki supāku kottenhorusuto no tetchū – "Scossa elettrica Sparks Colonna di ferro Cotttenhorst"         | 23 novembre 1979  | 22 aprile 1982 |
| 19 | La città sotterranea 「地底人の復讐 黄金都市アガルタ」 - Chisokojin no fukushū kogane toshi agaruta – "La vendetta della persona sotterranea Golden City Agarta"                      | 30 novembre 1979  | 27 aprile 1982 |
| 20 | La terra in pericolo 「死の超高熱エネルギー ムー大陸の謎」 - Shi no chō kōnetsu enerugī mū tairiku no nazo – "Altissima energia termica della morte Mu mistero del continente"        | 7 dicembre 1979   | 29 aprile 1982 |
| 21 | Gli ultrasuoni omicidi 「衝撃の怪音波 シルクロードの石皿」 - Shōgeki no kai onpa shirukurōdo no ishizara – "Sonic sound of shock Piatto in pietra da strada in seta"                  | 14 dicembre 1979  | 4 maggio 1982  |
| 22 | Morte nella giungla 「密林に消えた人々 ジンバブウェの廃墟」 - Mitsurin ni kieta hitobito jinbabū~e no haikyo – "Persone scomparse nella giungla Le rovine dello Zimbabwe"             | 21 dicembre 1979  | 6 maggio 1982  |
| 23 | Il serpente marino 「大海蛇の襲撃 ナンマタールの海底遺跡」 - Daikaija no shūgeki nanmatāru no kaitei iseki – "Sea snake incursioni Rovine sottomarine di Nanmatar"                    | 11 gennaio 1980   | 11 maggio 1982 |
| 24 | Il Minotauro del labirinto 「怪奇の半獣人 ミノタウロスの迷路宮殿」 - Kaiki no hanjū hito minotaurosu no meiro kyūden – "Misterioso mostro, il labirinto del Minotauro"                | 18 gennaio 1980   | 13 maggio 1982 |
| 25 | Il Triangolo delle Bermude 「魔の空域 決死の大漂流（前編）」 - Ma no kūiki kesshi no daihyōryū (zenpen) – "Grande deriva della morte demoniaca dello spazio aereo (parte 1)"          | 25 gennaio 1980   | 18 maggio 1982 |
| 26 | Il tunnel nello spazio 「魔の空域 決死の大漂流（後編）」 - Ma no kūiki kesshi no daihyōryū (kōhen) – "Grande deriva della morte demoniaca dello spazio aereo (parte 2)"               | 1º febbraio 1980  | 20 maggio 1982 |
| 27 | L'oasi nel deserto 「悪のオアシス バビロンの空中庭園」 - Aku no oashisu babiron no kūchū teien – "Oasi del male Giardino aereo di Babilonia"                                          | 8 febbraio 1980   | 25 maggio 1982 |
| 28 | Il gas mortale 「恐怖の殺人ガス アジャンダー寺院」 - Kyōfu no satsujin gasu ajandā jiin – "Assassino di paura Tempio di Ajander"                                                      | 15 febbraio 1980  | 27 maggio 1982 |
| 29 | Il continente perduto 「時を超えたテレパシー レムリアの謎」 - Toki o koeta terepashī remuria no nazo – "Telepatia oltre il tempo Il mistero di Lemuria"                               | 22 febbraio 1980  | 1º giugno 1982 |
| 30 | Il satellite invasore 「暴走インベーダー アリゾナ砂漠の怪」 - Bōsō inbēdā Arizona sabaku no kai – "Runaway Invaders Arizona Monsters nel deserto"                                     | 29 febbraio 1980  | 3 giugno 1982  |
| 31 | Gli schiavi del raggio di luce 「丸い殺人兵器 コスタリカの円球石」 - Marui satsujin heiki Kosutarika no maruitama ishi – "Pietra circolare di armatura Costa Rica"                    | 7 marzo 1980      | 8 giugno 1982  |
| 32 | Il mistero delle teste di pietra 「冷凍パニック オルメカの人頭像」 - Reitō panikku orumeka no jintō-zō – "Persona statua di panico congelato Olmeca"                                  | 14 marzo 1980     | 10 giugno 1982 |
| 33 | Il Re crudere 「狂乱のデスマッチ ニーム円形闘技場」 - Kyōran no desumatchi nīmu enkei tōgi-ba – "Deathmatch of frenzy Nimes Amphitheatre"                                             | 21 marzo 1980     | -              |
| 34 | La ribellione dei robot 「殺人ロボット大反乱 闘え! タンサー5」 - Satsujin robotto dai hanran tatakae! – "Tansā 5 Murder Robot Great Rebellion! TANSER 5"                              | 28 marzo 1980     | -              |

## Sigle
Sigla di apertura originale
- Tansā 5 no tēma (タンサー5のテーマ? Tansor 5 tema) cantata da Birī Yamaguchi.

Sigla di chiusura originale
- Warikirenakute (わりきれなくて? Indivisibile) cantata da Birī Yamaguchi.

Sigle di apertura e chiusura italiane
- Tansor 5, scritta da Luigi Albertelli e musicata da Augusto Martelli, ed è cantata dal coro e orchestra diretti dallo stesso Martelli.
- Tansor 5 (seconda sigla italiana), scritta da Santo Verduci (testo e musica) e Gennaro De Stefano (musica e arrangiamenti), è cantata da Santo Verduci. Questa sigla è utilizzata per le trasmissioni su Contactoons, sulla syndication Universe.

## Curiosità
- La voce di questa sigla, che diceva: "Tansor 5", e "Ryu, Ryu, portaci indietro, indietro nel passato, e avanti, avanti nel futuro!" è di Augusto Martelli.
- I mezzi della serie "Tansor 5", sono stati distribuiti in Italia dalla Ceppi Ratti.
- Apparso sul "Corriere dei Piccoli", tratto dal fumetto: "Trider G7 va a Betlemme", pubblicato nel dicembre 1982, dove appare lo Sky Tansor, insieme ad altri eroi del robot, come: God Sigma, Trider G7, Calendar Men, X-Bomber, Gotriniton, Supercar Gattiger, Starzinger, Zambot 3, Gordian, Daikengo, realizzato a mano, per pubblicizzare la promozione natalizia, prodotto dalla Ceppi Ratti.